# Малкин, Ефим Наумович
Ефим Наумович Ма́лкин (род. 9 июля 1954 года) — российский предприниматель, государственный деятель, член Совета федерации Федерального собрания РФ от законодательного (представительного) органа государственной власти Чукотского автономного округа, член Комитета СФ по бюджету и финансовым рынкам (2002—2015).
До избрания в Совет Федерации Федерального собрания РФ работал начальником отдела ОАО «Сибирская нефтяная компания».

## Биография
Родился 9 июля 1954 года. Служил на космодроме Плесецк. В 1990-е годы работал начальником отдела по работе с потребителями «Сибнефти».
В 2001 году стал членом Совета Федерации от Чукотского автономного округа

## Собственность
Согласно декларации о доходах доход за 2010 год составил около 200 млн руб. Владеет семью автомобилями, в том числе автомобилями БМВ 645 ЦИ, Ленд Ровер, Рейндж Ровер, Мерседес-Бенц С500-4М, Порше 911, Турбо С Кабрио. Владеет девятью объектами недвижимости, в том числе земельным участком и жилым домом во Франции.
За 2013 год заработок составил почти 1 миллиард рублей (981 миллион 552 тысячи рублей). Малкин — самый высокооплачиваемый сенатор. Совместно с супругой также владеет 12 различными объектами недвижимого имущества и 5 дорогими автомобилями.

## Награды и премии
- Премия «Скрипач на крыше» в номинации «Меценатство» (2012)[6].